# August Vanistendael
August Vanistendael (Birtley (Groot-Brittannië), 9 januari 1917 - Leuven, 8 september 2003) was een Belgisch vakbondsleider en minister van Staat.

## Carrière
Na zijn middelbare studies te Hechtel en Sint-Truiden werd Vanistendael bediende bij de BAC, de bank van de christelijke arbeidersbeweging. In 1938 stapte Vanistendael over naar de christelijke vakbond en werd secretaris van de ACV-centrale van de horeca en in 1941 werd hij secretaris van de overkoepelende centrale van het toerisme. In 1944 werd Vanistendael secretaris van de Landelijke Bediendencentrale.
Na de Tweede Wereldoorlog begon Vanistendael een carrière bij de Internationale Christelijke Vakbond (ICV) en werd er in 1947 adjunct-secretaris-generaal.
In 1952 werd hij secretaris-generaal van het ICV. Onder impuls van Vanistendael verruimde het ICV zijn horizonten. Ook vakbonden die geïnspireerd werden door andere wereldgodsdiensten konden zich na het congres van 1959 van Saigon aansluiten.
Vanistendael ging nog verder. Ook beginnende vakbonden uit de nieuwe landen van Zuid-Amerika, Afrika en Azië sloten zich aan. Vanistendael reisde naar deze landen en richtte er vormingsinstituten op voor de nieuwe leiders en kaderleden. Vanuit het ICV werden debatten georganiseerd over het verloop van de ontwikkeling en de noodzaak aan ontwikkelingshulp voor deze landen. In 1968 veranderde het ICV haar naam in het meer neutrale Wereldverbond van de Arbeid.
Vanistendael genoot veel aanzien en werd de persoonlijke adviseur van de West-Duitse bondskanselier Konrad Adenauer en kardinaal Joseph Frings, de aartsbisschop van Keulen. Tijdens het Tweede Vaticaans Concilie was hij een van de zes leken-auditeurs.
Vanistendael was in 1961 de stichter-voorzitter van de organisaties Samenwerking en Solidariteit die studiebeurzen uitreikte aan studenten uit ontwikkelingslanden en Pro Mundi Vita, een studie- en informatiecentrum voor ontwikkelingshulp. In 1963 werd hij benoemd tot lector aan het Instituut voor de Studie van de Ontwikkelingslanden aan de Katholieke Universiteit Leuven. Hij bleef er lesgeven tot in 1976.
In 1967 ging Vanistendael zich specifiek bezighouden met ontwikkelingshulp en werd secretaris van het pas opgerichte Coöperation internationale pour le développement socio-économique (CIDSE), een katholiek netwerk van niet-gouvernementele organisaties die aan ontwikkelingshulp doen.
In 1975 werd hij voorzitter van Caritas Catholica Belgica en bleef dit tot aan zijn pensionering in 1983. Ook daarna bleef hij nog actief binnen organisaties zoals Pax Christi.
In 1983 werd August Vanistendael door koning Boudewijn benoemd tot minister van Staat en in 1988 kreeg hij een eredoctoraat aan de Katholieke Universiteit Leuven.

## Vanistendael als dichter
August Vanistendael was ook een bekend schrijver van poëzie. Hij bracht een drietal dichtbundels uit:
- Schakel der ziel (1944).
- Ik zal kort zijn (1980).
- Ik ben onder Gods adem (1996).

Zijn zoon Geert trad in zijn voetsporen en werd eveneens een bekend auteur. Zijn zoon Frans trad in zijn voetsporen aan de Katholieke Universiteit Leuven.